# Palaeaspilates ocularia
Palaeaspilates ocularia là một loài bướm đêm trong họ Geometridae.